# Night Owls
Night Owls (Brasil: Madrugada a Dois ) é um filme estadunidense de comédia dramática e comédia romântica dirigido por Charles Hood. O filme teve sua estreia mundial em 13 de março de 2015, no festival South by Southwest e estrelado por Adam Pally como o workaholic Kevin que tem um caso de uma noite com a bela Madeline, interpretada por Rosa Salazar, mas fica horrorizado ao perceber que é na verdade a ex-amante rejeitada de seu chefe. Quando ela toma um frasco de pílulas para dormir, Kevin é forçado a mantê-la acordada a noite toda, durante o qual os dois começam a se apaixonar.

## Elenco
- Adam Pally como Kevin
- Rosa Salazar como Madeline
- Rob Huebel como Peter
- Tony Hale como Dr. Newman
- Peter Krause como Will Campbell

## Produção
As filmagens de Night Owls aconteceram ao longo de dezessete dias em março de 2014. Quase todo o filme foi filmado de acordo com o plano, com exceção da cena da piscina. O tempo estava muito frio e a piscina não tinha aquecimento, então a cena precisava ser refeita. O diretor, Charles Hood, disse em uma entrevista com RogerEbert.com: "Tem a cena do filme em que eles se abraçam no corredor e ele tem uma ereção. No script, isso deveria estar acontecendo na piscina. Mas nunca conseguimos aquecer a piscina e estávamos filmando em março e estava um frio de rachar. Nosso AD nos disse que os atores só podiam ficar na água por dez minutos por vez. Cada vez que entravam na água por dez minutos, eles tinham que entrar e se aquecer por meia hora... Essas são as regras atuais para não ficarem com hipotermia. A cena da piscina estava se aproximando por uma semana.... Eu estava morando na casa durante as filmagens, assim como Adam e Rosa. Então, Adam, Rosa, [co-escritor] Seth e eu fomos para o quarto de Adam, e nós quatro conversamos. Nós pensamos em: e se eles pulassem na piscina e então corressem para dentro para se aquecer e então ter aquela cena no corredor. Seth e eu tivemos que sair correndo e escrever. Mas fazer a cena no corredor acabou funcionando muito melhor. Porque acho que a cena na piscina teria sido meio clichê. Já vimos isso antes. Mas fazê-los entrar e sair da piscina é muito mais divertido".

### Elenco
O diretor originalmente tinha Adam Pally em mente para o papel de Kevin e o agente de Hood lhe enviou o roteiro. Pally sentiu-se atraído pelo filme com a empolgação de novos desafios: "Eu realmente queria a chance de interpretar um papel romântico. Em minha breve carreira, interpretei muitos melhores amigos, idiotas e companheiros cômicos. Sei que posso fazer isso, então eu queria dar uma chance. Então, foi muito gratificante nesse nível". Pally então sugeriu Rosa Salazar para o papel de Madeline.
O diretor disse o seguinte sobre como foi o elenco inicial: "Eu sei que parece engraçado, mas realmente foi uma daquelas coisas que magicamente se realizaram. Meu agente conhecia Adam Pally, que estava em nossa lista de desejos para o papel de Kevin. Ele lhe enviou o roteiro e, em poucos dias, ele aceitou. Ele então sugeriu Rosa [com quem trabalhou no filme Search Party] e algo parecido aconteceu. Realmente deu certo - acho que o talento cômico de Adam trouxe o melhor do passado mais dramático de Rosa".

## Recepção
A recepção da crítica para Night Owls tem sido predominantemente positiva e o filme atualmente tem uma classificação de 100% no Rotten Tomatoes, com base em 14 avaliações, dando uma pontuação média de 7,9/10.